# Diohine

Diohine est un village du Sénégal de la région de Fatick, arrondissement de Tattaguine. Il compte environ 3 000 habitants, et dispose d'un lycée.